# Операція «Гостра Брама»

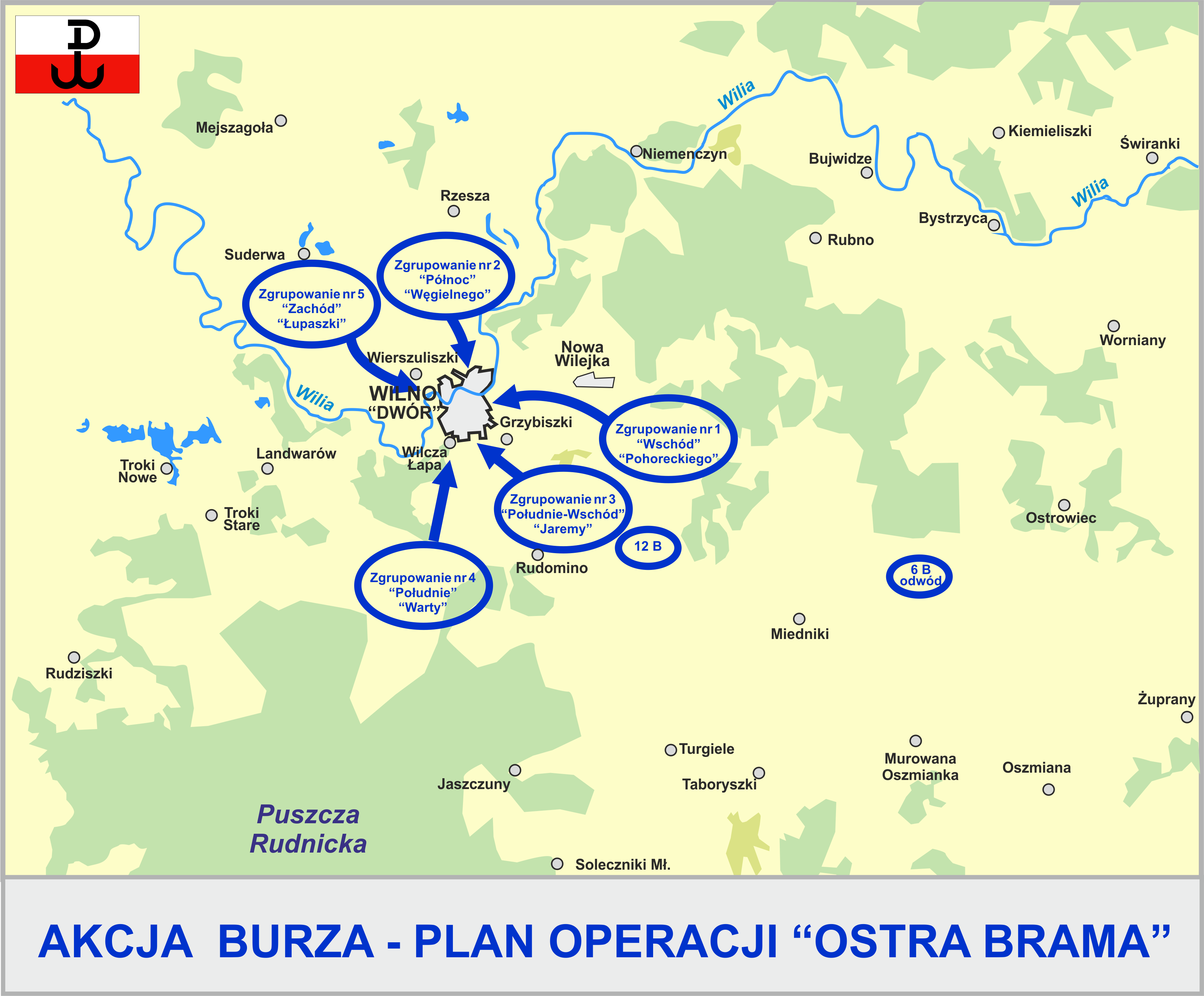
План операції

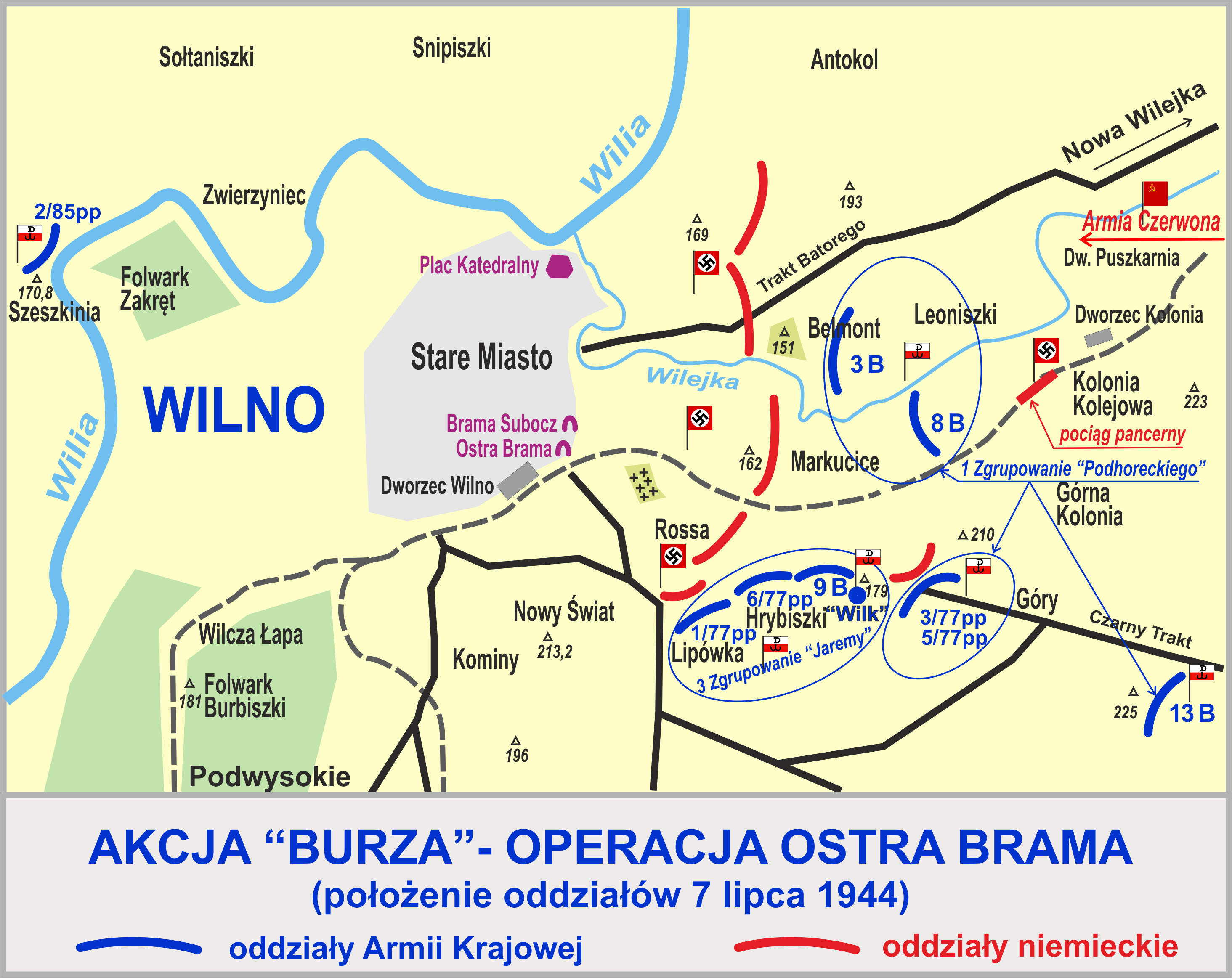
Розташування польських і німецьких частин на початок боїв

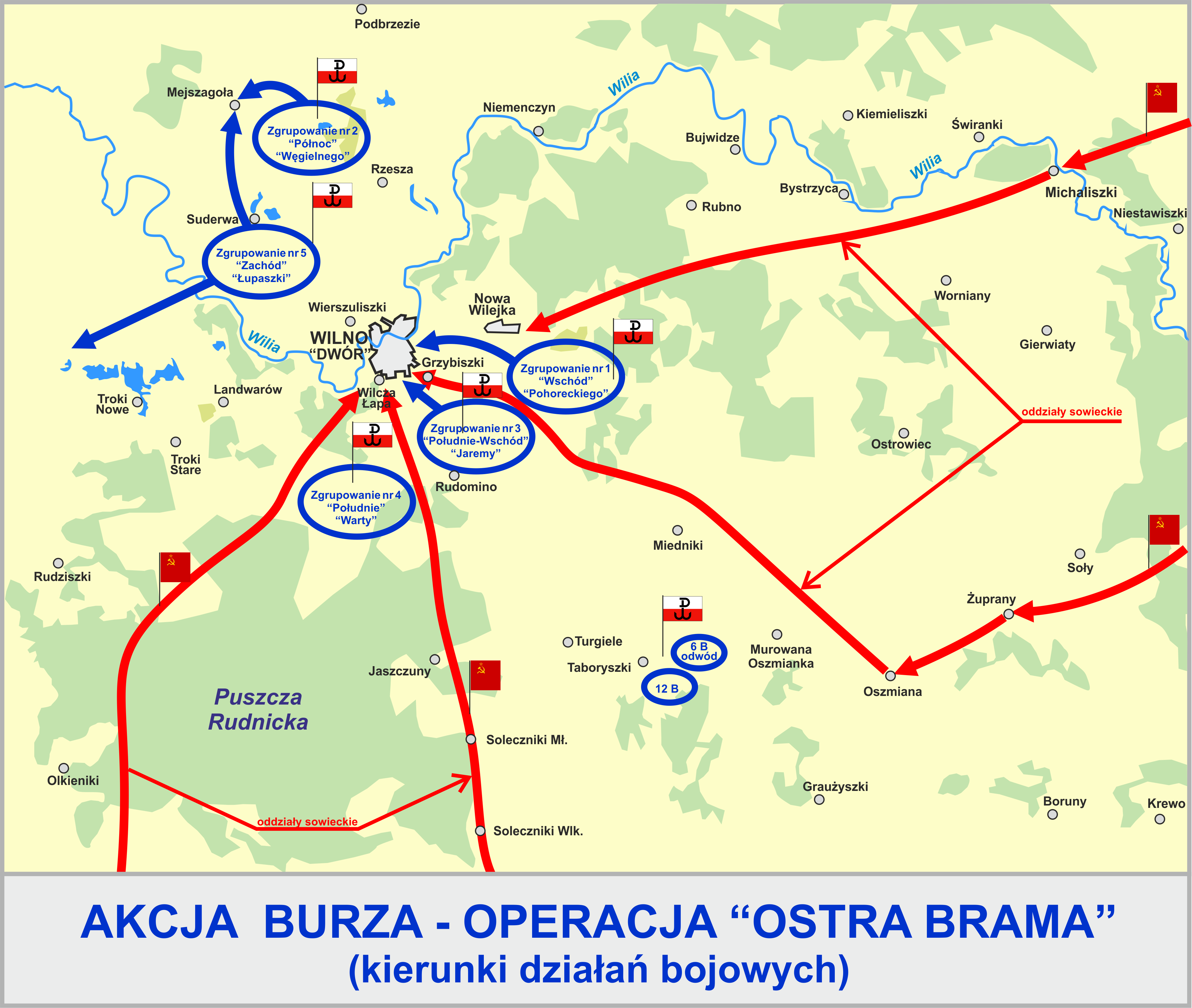
Напрямки бойових дій

Операція «Гостра Брама» (пол. Operacja «Ostra Brama») — військова операція, розпочата 7 липня 1944 року підрозділами Армії Крайової (АК) в рамках акції «Буря» з метою самостійно визволити Вільнюс від німецько-нацистських загарбників і, відповідно до задуму акції «Буря», виступити проти Червоної Армії на правах господаря даної території.
План операції було розроблено у березні 1944 року в штабі Віленської військової округи АК. Він передбачав захоплення міста об'єднаними силами Віленської і Новогрудської округ АК.
Операція тривала до 14 липня 1944. Хоча німців було розбито, наступного дня у місто ввійшли радянські війська, а НКВС приступив до інтернування польських солдатів і арештів їхніх офіцерів. Кілька днів по тому залишки Армії Крайової відступили в ліси, а місто перейшло під радянське управління.
З польського погляду, попри те, що поразка німців вилилася у польську тактичну перемогу, подальше знищення польських частин радянською стороною призвело до стратегічної поразки, особливо з огляду на цілі акції «Буря». З радянського погляду, операція була цілковитим успіхом, позаяк і німці, і вірні емігрантському уряду в Лондоні поляки зазнали поразки.
Основна причина операції була пропагандистська: заявити про польські права на Вільнюс.